# Stephanie Ratcliffe
Stephanie Ratcliffe (* 29. Dezember 2000 in Melbourne) ist eine australische Leichtathletin, die sich auf den Hammerwurf spezialisiert hat.

## Sportliche Laufbahn
Erste internationale Erfahrungen sammelte Stephanie Ratcliffe im Jahr 2019, als sie bei den Ozeanienmeisterschaften in Townsville mit einer Weite von 59,82 m den fünften Platz belegte. Im Jahr darauf begann sie ein Studium an der Harvard University in den Vereinigten Staaten und 2023 wurde sie NCAA-Collegmeisterin. Im selben Jahr startete sie bei den Weltmeisterschaften in Budapest und schied dort mit 69,87 m in der Qualifikationsrunde aus. Im Jahr darauf verpasste sie bei den Olympischen Sommerspielen in Paris mit 70,07 m den Finaleinzug.